# Gurk (miejscowość)

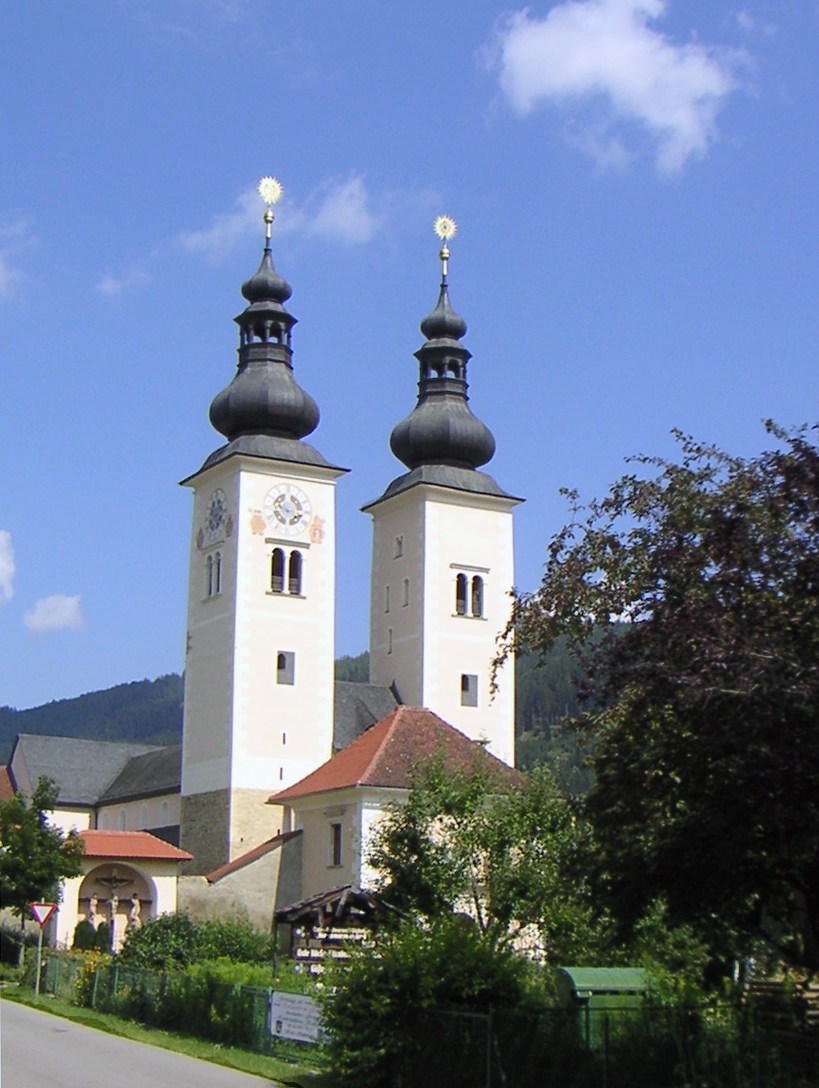
Katedra w Gurk

Gurk (słoweń. Krka) – gmina targowa w Austrii, w kraju związkowym Karyntia, w powiecie Sankt Veit an der Glan. Liczy 1264 mieszkańców (1 stycznia 2015). Leży nad rzeką Gurk, od której przyjęło nazwę. Zasiedlone już 2000 lat temu. Dopiero po wcieleniu Karyntii do Bawarii, nabrało ważności.

## Zabytki
Katedra w Gurk (niem. Dom zu Gurk, słoweń. Krška stolnica) – wybudowana w latach 1140–1200 w dojrzałym stylu romańskim. Jedna z najważniejszych budowli w stylu romańskim w Europie. Najstarszą jej częścią jest krypta ze 100 kolumnami, w której znajduje się grób św. Emmy z roku 1174.
Dwie bliźniacze 60 metrowe wieże katedry znacznie wybijają się w krajobrazie doliny Gurk.
25 czerwca 1988 roku, papież Jan Paweł II odwiedził tutejszą katedrę i modlił się w krypcie, gdzie pochowana jest św. Emma. Ta pierwsza wizyta papieska w historii Karyntii była wielkim wydarzeniem medialnym i przyciągnęła 80.000 wiernych na mszę celebrowaną na otwartej przestrzeni przed katedrą.

## Współpraca
Miejscowości partnerskie:
- Arnstadt, Niemcy
- Hallein, Salzburg

## Literatura
- Wilhelm Deuer, Johannes Grabmayer: „Transromanica – Auf den Spuren der Romanik in Kärnten“ (Reihe „Kulturwanderungen“). Verlag Johannes Heyn, Klagenfurt 2008, ISBN 978-3-7084-0302-1,  S. 149-157